# 4206 Verulamium
A 4206 Verulamium (ideiglenes jelöléssel 1986 QL) a Naprendszer kisbolygóövében található aszteroida. Henri Debehogne fedezte fel 1986. augusztus 25-én.